# Seuratum
Seuratum (nach dem französischen Parasitologen Léon Gaston Seurat) ist eine Gattung der Spulwürmer mit acht Arten. Sie sind Parasiten im Darm von Fleder- und Nagetieren.

## Merkmale
Seuratum hat die Merkame der Seuratinae. Die Kutikula ist mit Längsreihen von Dornen besetzt. Der Schwanz der Männche ist etwas länger als breiter in Höhe der Kloake. Weibchen sind didelphisch, haben also einen paarigen Geschlechtsapparat.

## Systematik
Zur Gattung gehören folgende Arten:
- Seuratum cadarachense Desportes, 1947
- Seuratum cancellatum Chitwood, 1938
- Seuratum congolense Sandground, 1937
- Seuratum indicum Dey Sarkar, 2003
- Seuratum inglisi Gupta & Kalia, 1981
- Seuratum kuwaitensis Khalil & Abdul-Salam, 1985
- Seuratum mucronatum Rudolphi, 1809
- Seuratum tacapense Seurat, 1915